# Havaji
Havaji ili Država Hawaii je otočje u Tihome oceanu koje pripada kao savezna država Sjedinjenim Američkim Državama. Stariji naziv za ovu državu bio je Sandwichki otoci.

## Zemljopis
Glavni grad Havaja je Honolulu, 137 otoka sa sveukupnom površinom od 16.649 km² pripadaju Havajima od kojih većina nije nastanjena.
8 najvećih otoka su (od zapada prema istoku) Niihau, Kauai, Oahu, Molokai, Lānaʻi, Kahoʻolawe, Maui i Havaji kao najveći otok koji nosi nadimak Big Island (Veliki otok). Atol Midway pripada zemljopisno, ali ne i politički Havajima. U arhipelagu su i brojni manji nenastanjeni otočić poput Mānana.

### Vulkani
Svi otoci vulkanskog su porijekla. Mauna Kea uzdiže s na 4201 m NV a dno mu leži čak 5000 m ispod morske razine, što znači da je sveukupno preko 9000 m visok. S tom mjerenom visinom najviši je vrh na Zemlji. Malo niži Mauna Loa, mjeren po svom obujmu, najmasivniji je vulkan na Zemlji. Njegova je težina toliko velika da dokazano deformira pacifičku ploču. Područje nacionalnog parka Havajski vulkani obuhvaća vrh te jugoistočni obronak Mauna Loe, kao i susjedni vulkan Kīlaueu.

## Okruzi (Counties)
Havaji se sastoje od 5 okruga (counties).

## Stanovništvo - etnički sastav
Havaji 2000. godine imaju populaciju od 1,211.537 stanovnika, od čega su čak 41,6 % (503.868) azijskog podrijetla (Japanci 201.764; Filipinci 170.635; Kinezi 56.600; Korejci 23.637). Iste te godine na njima živi 113.539 Polinezijaca (uključujući 80.137 Havajaca), 22.003 Afroamerikanca, 3535 doseljenih Indijanaca s Aljaske, 87.699 Hispanaca (Meksikanci, Portorikanci, Kubanci), te 212.229 državljana drugoga podrijetla. Domaće stanovništvo očuvalo je svoj etnički i kulturni identitet, na čemu i danas pomno rade.

## Poznati Havajci
Poznate osobe havajskog podrijetla:
- Keanu Reeves[2]
- Kaʻahumanu
- Ema Havajska
- Israel Kamakawiwoʻole
- Bruno Mars
- Jason Momoa

## Galerija
- Honolulu, Hawaii, 2006.
- Hawaii, 2006.
- Havajke za vrijeme dobrodošlice posjetiteljima.
- Hawaii, pogled na Honolulu.

## Vanjske poveznice
- Largest ethnic groups in Hawaii
- Hawaii - Ethnic groups
- Population & People  Arhivirana inačica izvorne stranice od 14. srpnja 2006. (Wayback Machine)
- Oahu, Havaji fotografije  Arhivirana inačica izvorne stranice od 14. siječnja 2007. (Wayback Machine)